# Бережница (Стрыйская городская община)
Бережница (укр. Бережниця) — село в Стрыйской городской общине Стрыйского района Львовской области Украины. Расположено на левом берегу реки Бережница, притока Днестра, в 8 км юго-восточнее районного центра.
Население по переписи 2001 года составляло 621 человек. Занимает площадь 6,446 км². Почтовый индекс — 82460. Телефонный код — 3245.

## Известные уроженцы
- В Бережнице родился и умер польский писатель Северин Кожелинский (1804/05—1876).

## Галерея

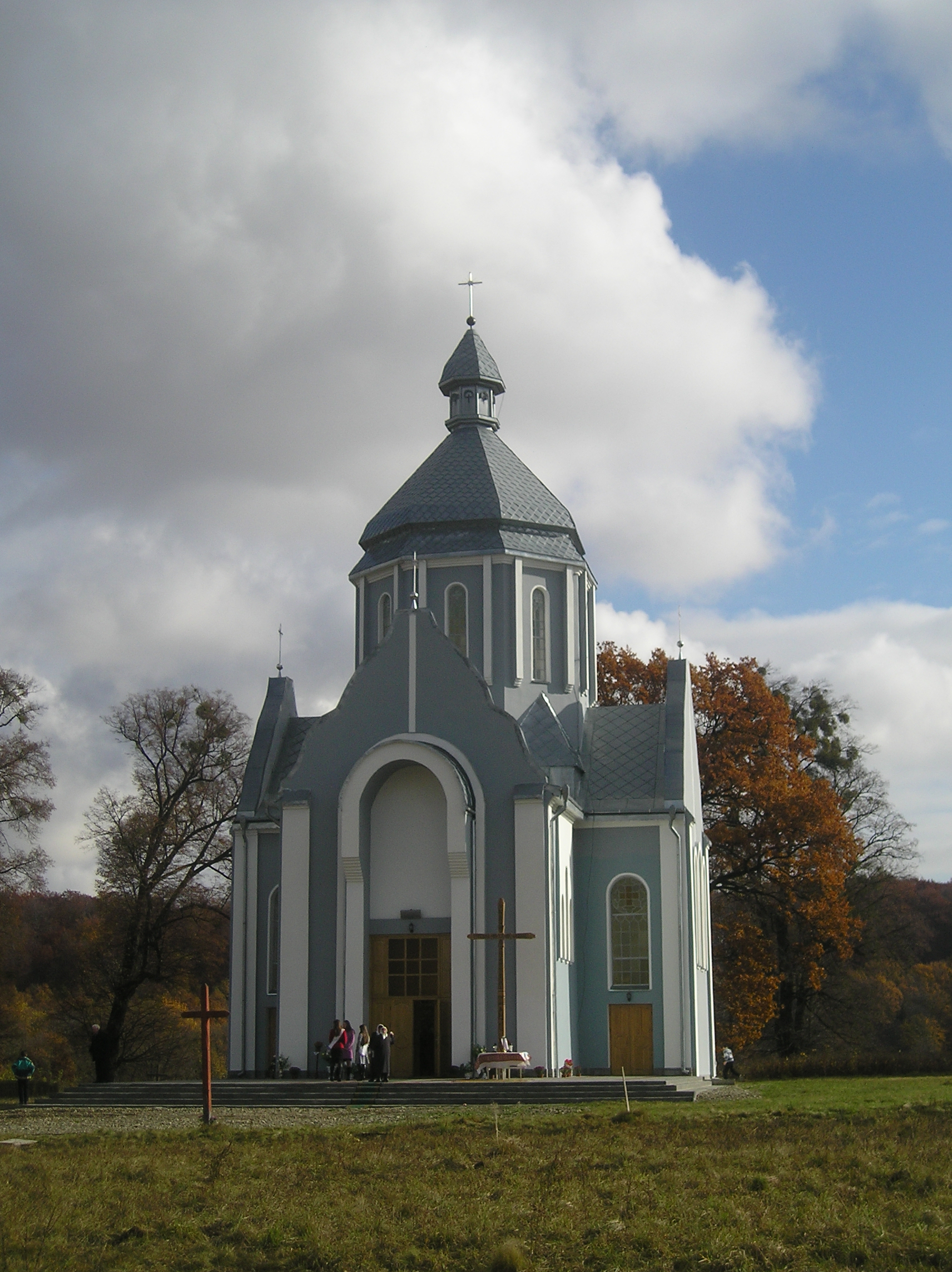
Храм Царя Христа (греко-католический)
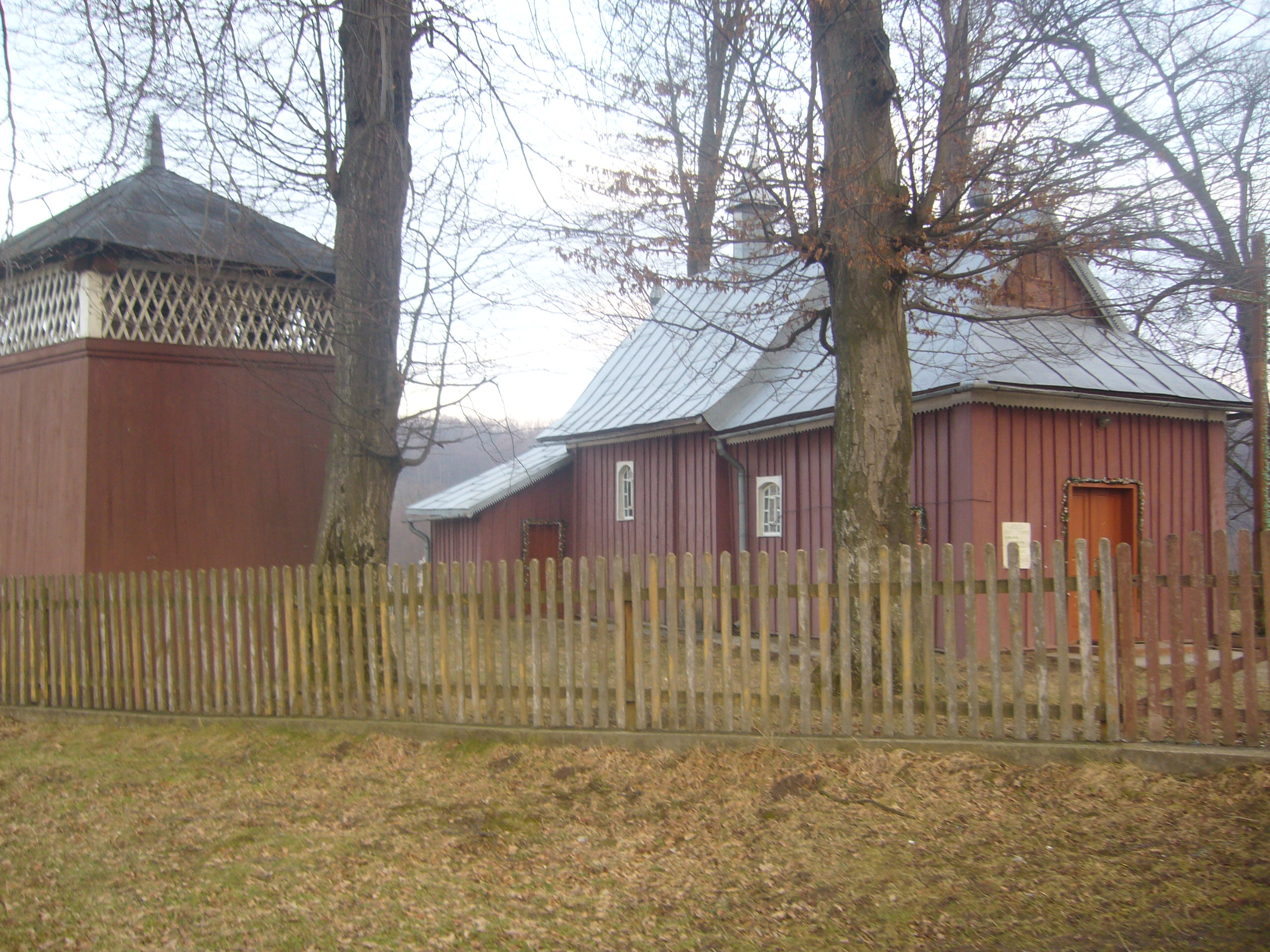
Церковь имени Святой Великомученицы Параскевы
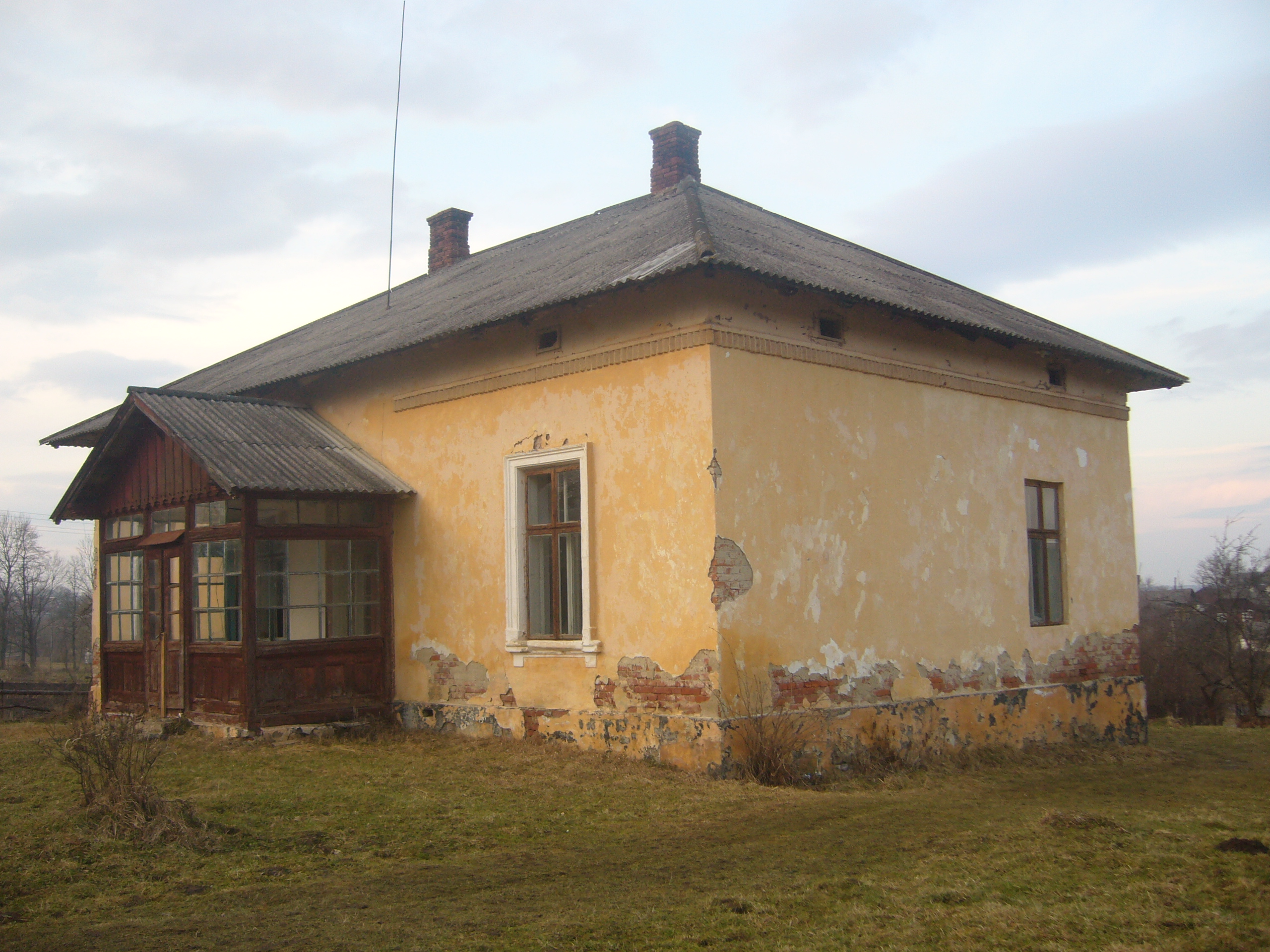
Старая восьмиклассная школа